# ولادیسلاو کوسینیاک-کامیش
ولادیسلاو کوسینیاک-کامیش (انگلیسی: Władysław Kosiniak-Kamysz؛ زادهٔ ۱۰ اوت ۱۹۸۱) سیاستمدار اهل لهستان است که از دسامبر ۲۰۲۳ به‌عنوان قائم‌مقام نخست‌وزیر لهستان و وزیر دفاع ملی لهستان خدمت می‌کند.